# 장흥교도소
장흥교도소는 대한민국의 교도소이다. 전라남도 장흥군 용산면 장흥대로 2667에 위치하고 있다.